# SS Zhongshan
SS Zhongshan (en chinois:  中山 艦) était une canonnière chinoise de 780 tonnes. Construite au Japon en 1913, elle était à l'origine connue sous le nom de SS Yongfeng avant d'être renommée en 1925 en l'honneur de Sun Yat-sen, mieux connu en Chine sous le nom de Sun Zhongshan.

## Historique
Le Yongfeng était la première des quatre canonnières de classe Yongfeng de 780 tonnes commandées à Mitsubishi par la  Dynastie Qing en 1910. 

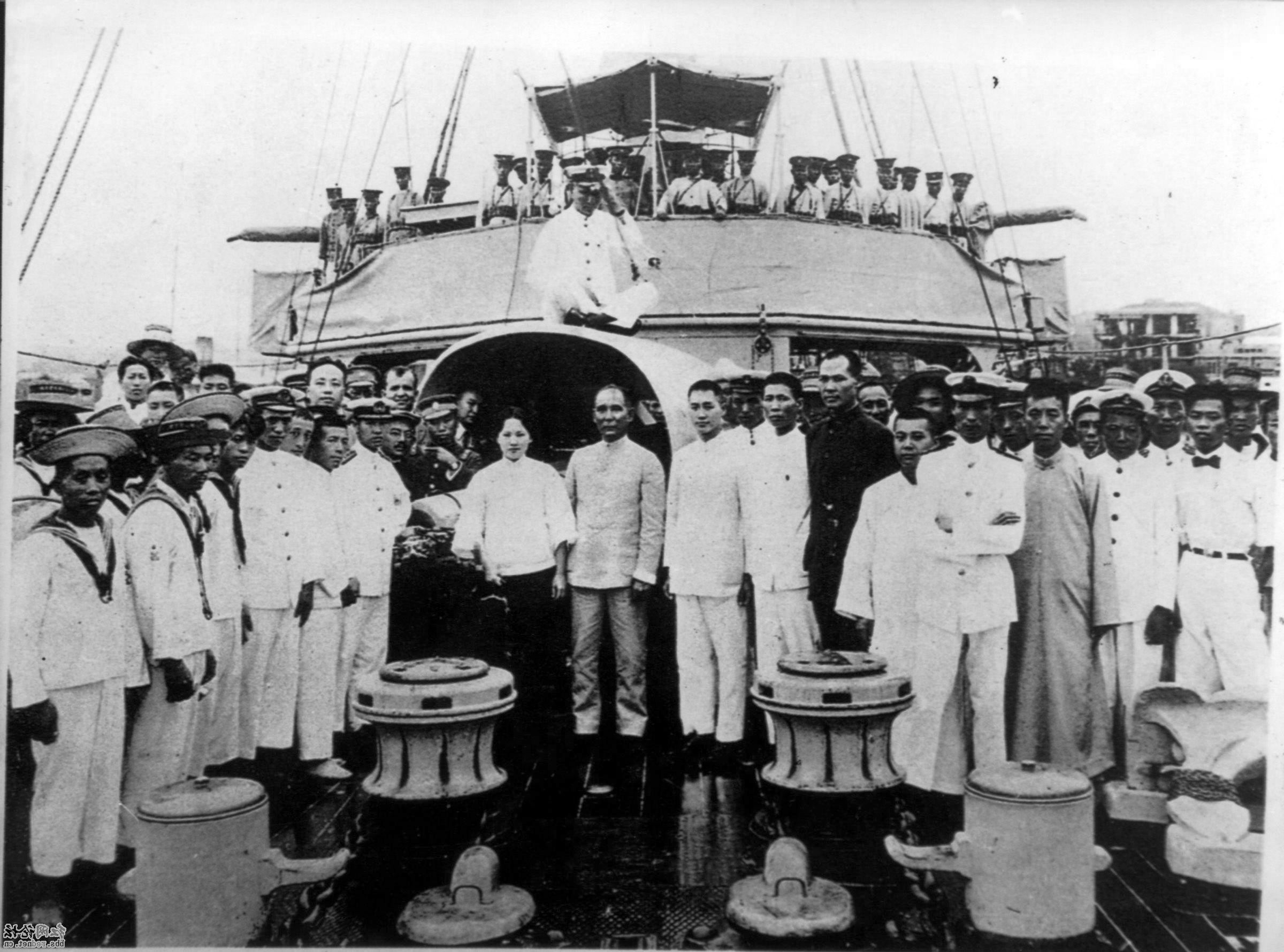
Sun Yat-sen sur la canonnière en 1923.

Il entre en service au sein de la flotte de Beiyang. En mars 1913, il est déplacé à Shanghai qui devient son port d'attache. En juillet 1917, il transporte Sun Yat-sen, au sein de la flotte du Kuomintang. Juste avant l'assaut du palais présidentiel par Ye Ju (en) le 16 juin 1922, Sun Yat-sen s'enfuit sur la canonnière pour rejoindre Tchang Kaï-chek.
Le 13 avril 1925, le navire est renommé en l'honneur de Sun Yat-sen, après sa mort le mois précédent. En novembre 1925, la marine nationaliste est placée sous la direction du conseiller soviétique Andreï Boubnov, qui nomme le communiste Li Zhilong à sa tête. Le voyage du Zhongshan et du Baobi de Canton à Huangpu le 18 mars 1926, perçu par Tchang Kaï-chek comme les prémices d'une tentative de coup d'État communiste, déclenche le Putsch de Canton, une brutale purge anti-communiste. Le Zhongshan patrouille les côtes sud de la Chine contre les pirates après l'Expédition du Nord.
Lors de la Seconde Guerre sino-japonaise, théâtre chinois de la Seconde Guerre mondiale, le SS Zhongshan participe à la bataille de Wuhan. Il est bombardé et coulée dans le fleuve Yangtsé par les Japonais le 24 octobre 1938 avec 25 victimes.

### Renflouement et préservation

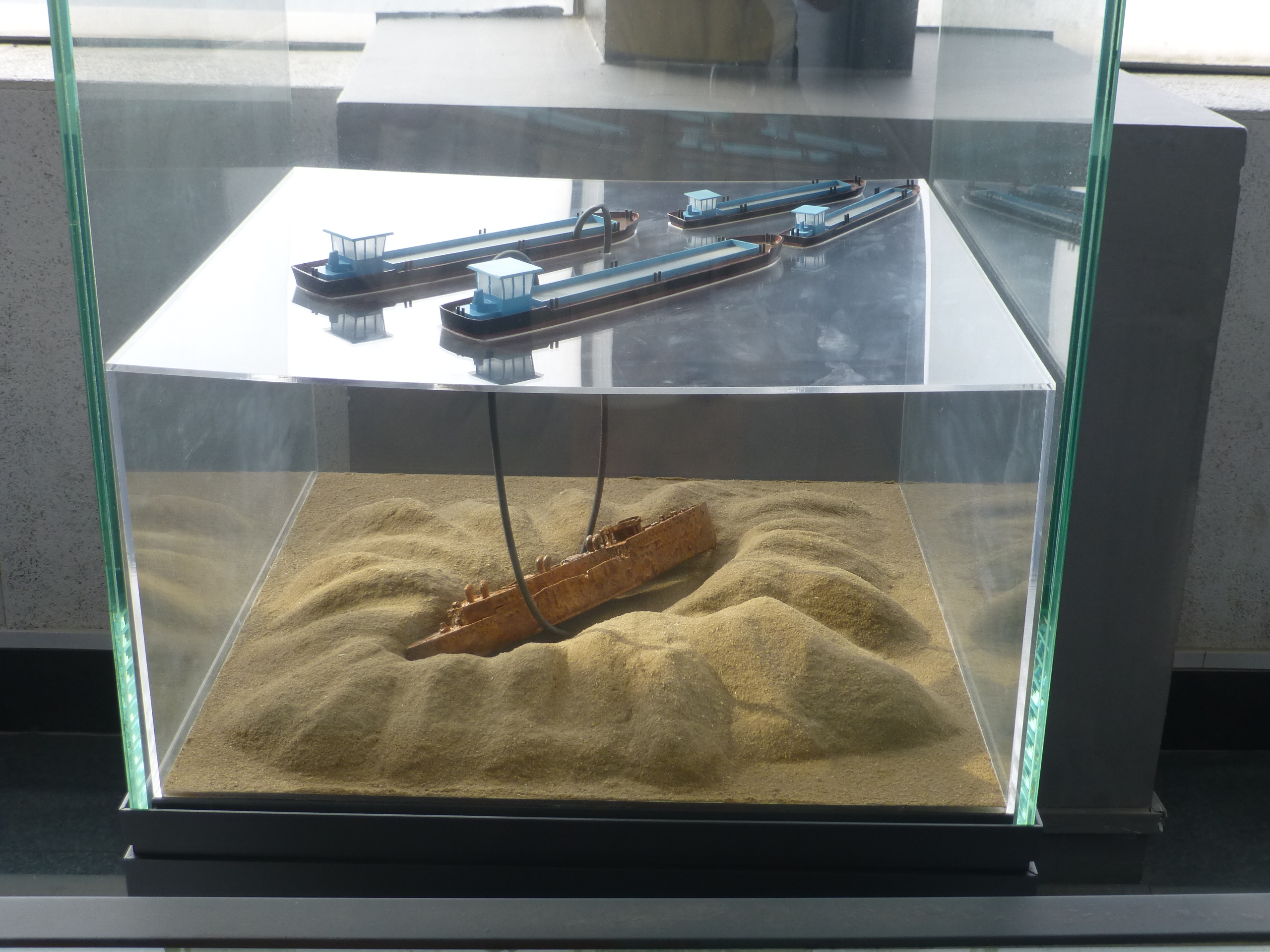
Renflouement du SS Zhongshan (musée du Zhongshan).

Le département culturel provincial du Hubei reçoit la permission de planifier la récupération de l'épave du Zhongshan en 1986. Le renflouement s'est effectué le 28 janvier 1997.
En 2001, la canonnière est restaurée à son apparence de 1925, à l'exception de certains des dommages de son naufrage en 1938. La canonnière est maintenant située dans son propre musée à Wuhan (musée du Zhongshan). 
Le musée est situé dans le sous-district de Jinkou du district de Jiangxia de Wuhan, à environ 25 km au sud-ouest du centre-ville de Wuchang. En 2003, les reliques du navire ont également été exposées au Musée de la défense côtière de Hong Kong.

## Galerie

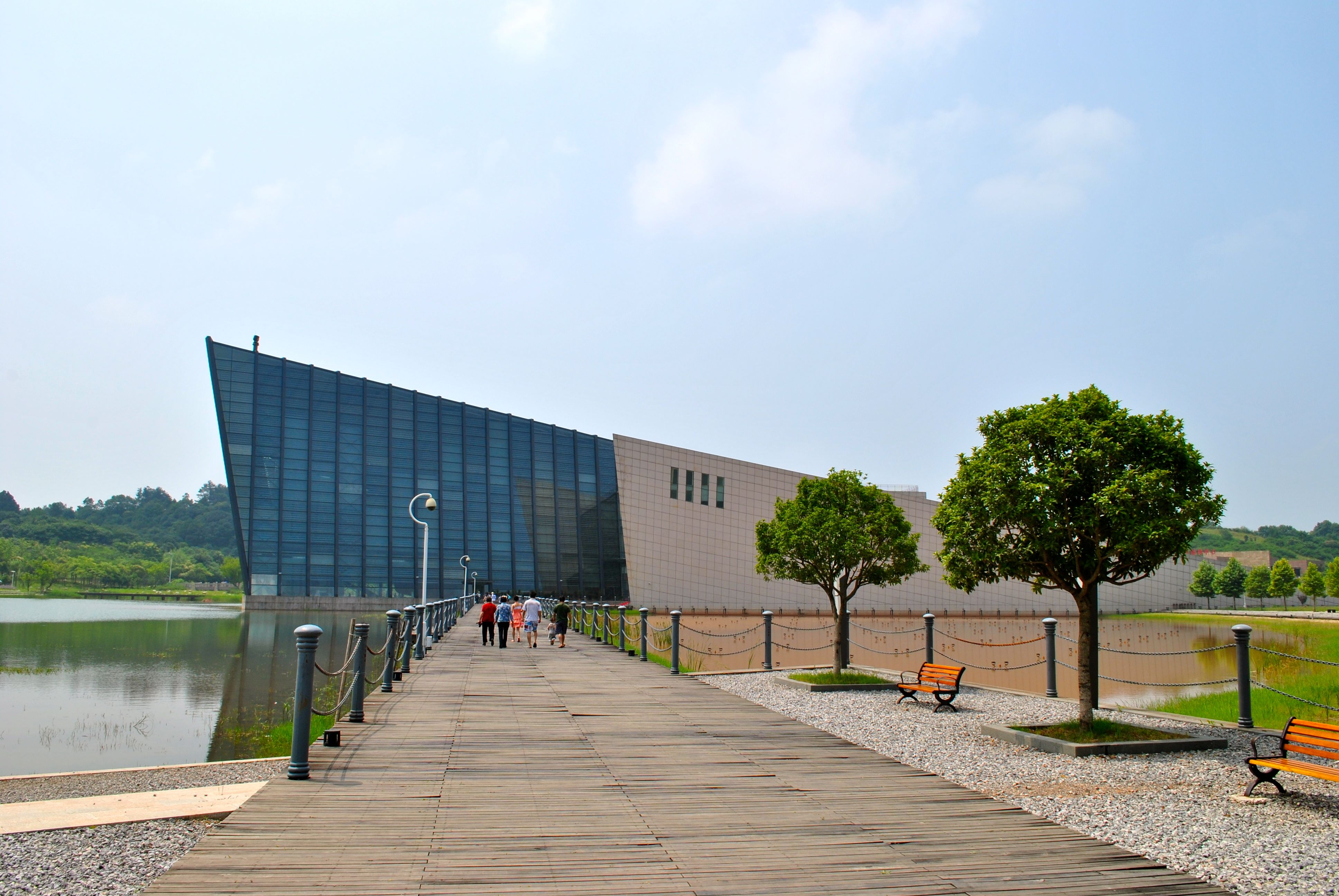
Zhongshan Warship Museum
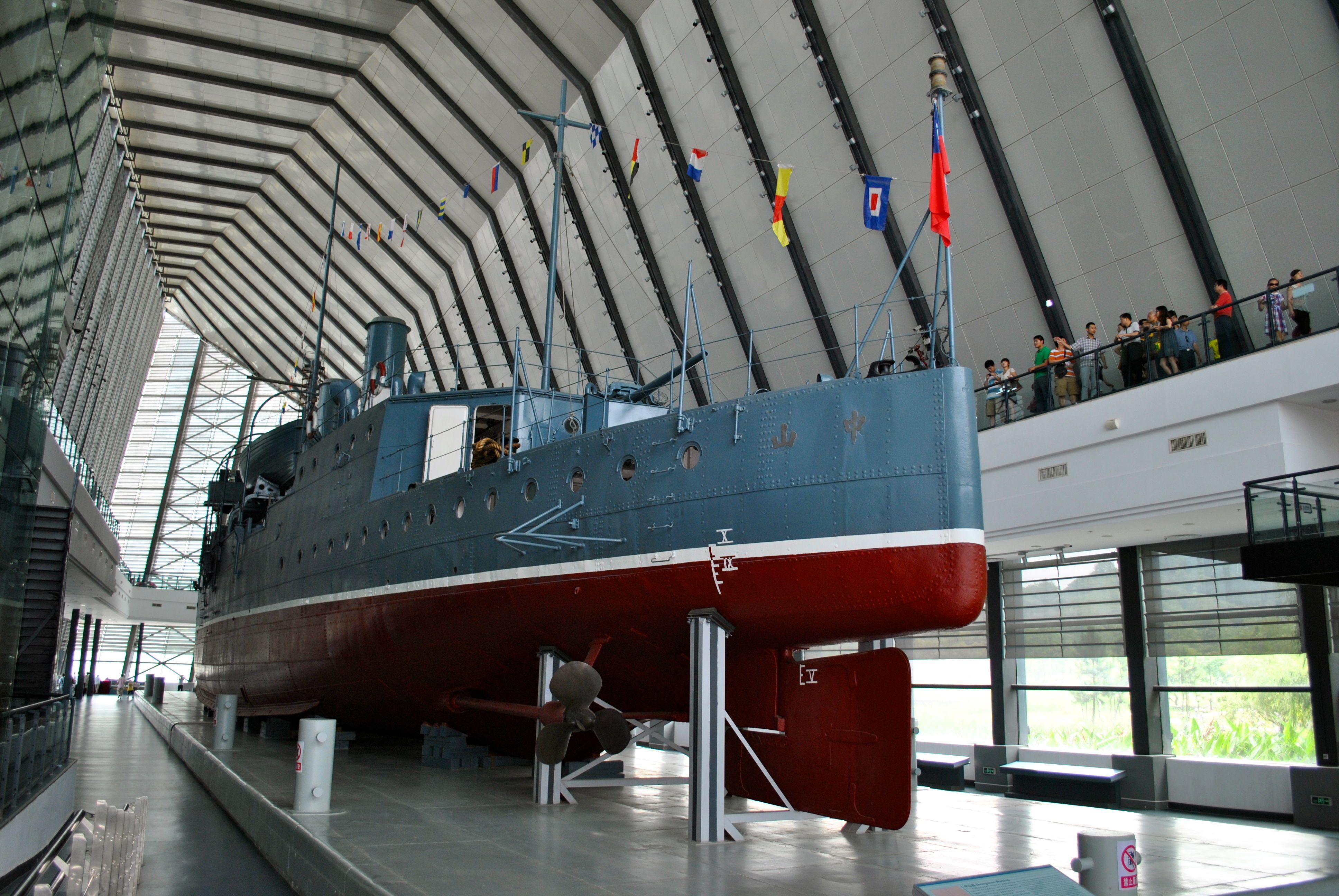
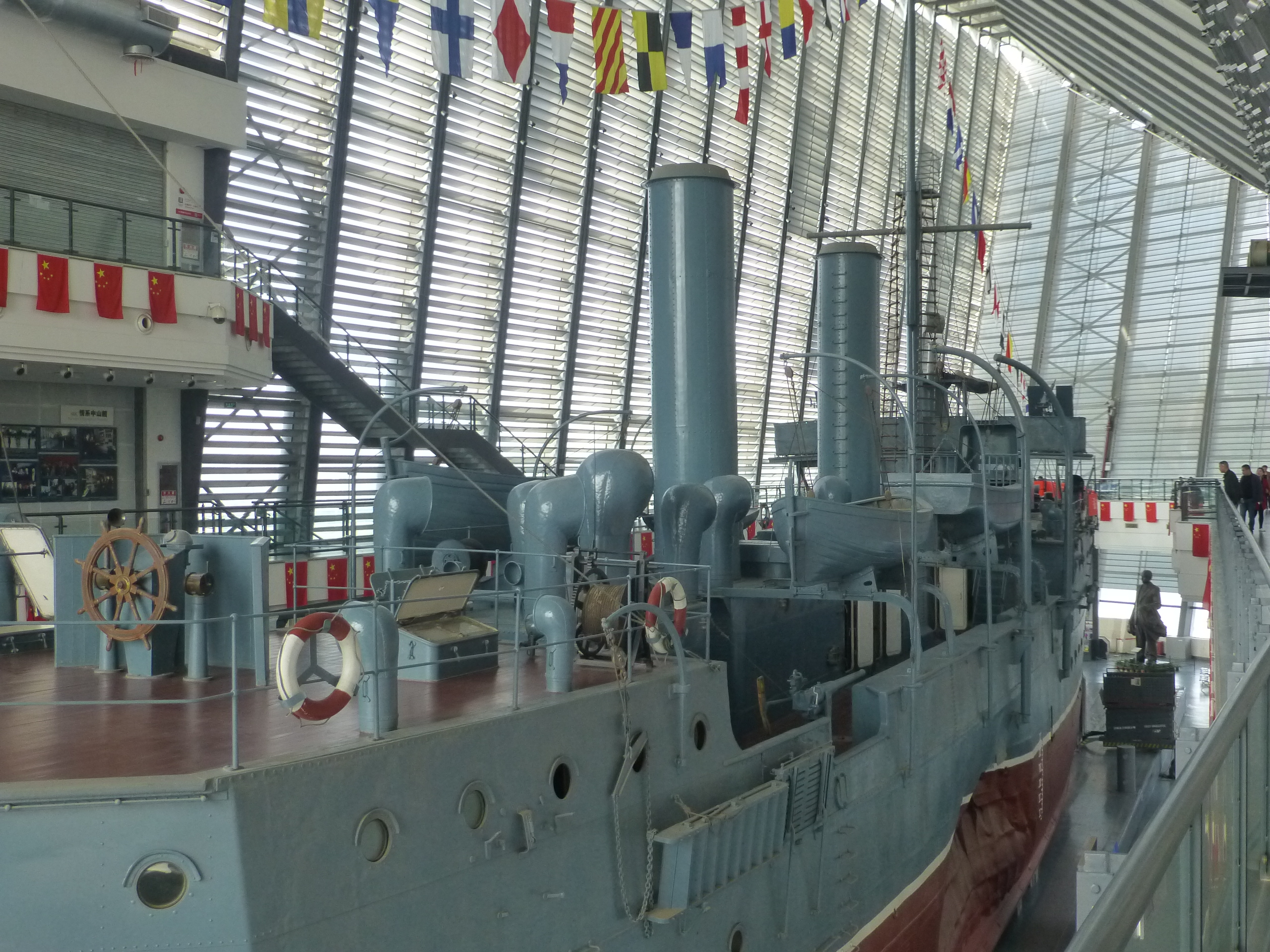